# UEFA Europa Conference League 2023-2024 (spareggi)
Gli spareggi della UEFA Europa Conference League 2023-2024 si sono disputati tra il 23 e 31 agosto 2023. Hanno partecipato a questa fase della competizione 44 club: 22 di essi si sono qualificati alla successiva fase a gironi, composta da 32 squadre.

## Date
| Fase     | Sorteggio                            | Andata            | Ritorno        |
| -------- | ------------------------------------ | ----------------- | -------------- |
| Spareggi | 7 agosto 2023, ore 14:00 CEST (Nyon) | 23-24 agosto 2023 | 31 agosto 2023 |

## Partecipanti
| Legenda                                      |
| -------------------------------------------- |
| I club vincitori avanzano alla fase a gironi |
| I club sconfitti sono eliminati              |

| Squadre      | Coeff    |
| Campioni     | Campioni |
| ------------ | -------- |
| Ferencváros  | 27.000   |
| BATĖ Borisov | 15.000   |
| Astana       | 14.000   |
| Žalgiris     | 11.000   |
| HJK          | 11.000   |

| Squadre          | Coeff    |
| Campioni         | Campioni |
| ---------------- | -------- |
| Breiðablik       | 6.000    |
| Partizani Tirana | 5.000    |
| Farul Costanza   | 4.100    |
| Ballkani         | 3.000    |
| Struga           | 1.100    |

| Squadre               | Coeff    |
| Piazzate              | Piazzate |
| --------------------- | -------- |
| Eintracht Francoforte | 77.000   |
| Club Bruges           | 54.000   |
| AZ Alkmaar            | 47.500   |
| Gent                  | 37.500   |
| Dinamo Kiev           | 35.000   |
| Fenerbahçe            | 30.000   |
| Lilla                 | 30.000   |
| Partizan              | 25.500   |
| Midtjylland           | 25.500   |
| PAOK                  | 25.000   |
| Maccabi Tel Aviv      | 24.000   |
| Viktoria Plzeň        | 22.000   |
| Aston Villa           | 21.914   |
| Bodø/Glimt            | 20.000   |
| Fiorentina            | 20.000   |
| Osasuna               | 18.599   |
| Rapid Vienna          | 18.500   |

| Squadre         | Coeff    |
| Piazzate        | Piazzate |
| --------------- | -------- |
| Genk            | 18.000   |
| APOEL           | 14.500   |
| Beşiktaş        | 14.000   |
| Twente          | 11.980   |
| Rijeka          | 11.500   |
| Legia Varsavia  | 11.000   |
| Spartak Trnava  | 10.500   |
| Dnipro-1        | 8.000    |
| Hearts          | 7.280    |
| Hibernian       | 7.280    |
| Tobyl           | 6.500    |
| Adana Demirspor | 6.420    |
| Brann           | 5.800    |
| Nordsjælland    | 5.565    |
| Levski Sofia    | 4.500    |
| Sepsi           | 4.100    |
| Celje           | 2.500    |

## Sorteggio
Il sorteggio degli spareggi si è tenuto il 7 agosto 2023, alle 14:00 CEST.
Un totale di 44 squadre giocheranno nel girone di spareggio. Le squadre saranno divise in due percorsi:
- Percorso Campioni (10 squadre): Le squadre, la cui identità non sarà nota al momento del sorteggio, sono state divise in questo modo:
  - Teste di serie: 5 sconfitte del terzo turno di qualificazione di UEFA Europa League 2023-2024 (Percorso Campioni).
  - Non teste di serie: 5 vincitori del terzo turno di qualificazione (Percorso Campioni).
- Percorso principale (34 squadre): 5 squadre che entrano in questo turno, 27 vincitrici del terzo turno di qualificazione (Percorso piazzate) e 2 perdenti del terzo turno di qualificazione di UEFA Europa League 2023-2024 (Percorso Piazzate). Per le vincenti del terzo turno di qualificazione e per le perdenti del terzo turno di qualificazione di Europa League, la cui identità non sarà nota al momento del sorteggio, verrà utilizzato il coefficiente di club della squadra con il punteggio più alto in ogni accoppiamento. Le squadre della stessa federazione non possono essere sorteggiate l'una contro l'altra.

Prima del sorteggio, la UEFA ha formato quattro gruppi nel Percorso Piazzate, secondo i principi stabiliti dal Comitato Competizioni per Club. La prima squadra estratta è la squadra che giocherà in casa la gara di andata.
| Gruppo 1              | Gruppo 1             | Gruppo 2              | Gruppo 2                               |
| Teste di serie        | Non teste di serie   | Teste di serie        | Non teste di serie                     |
| --------------------- | -------------------- | --------------------- | -------------------------------------- |
| Žalgiris BATĖ Borisov | Ferencváros Ballkani | Breiðablik HJK Astana | Partizani Tirana Farul Costanza Struga |

| Gruppo 1                                                | Gruppo 1                                 | Gruppo 2                              | Gruppo 2                    | Gruppo 3                             | Gruppo 3                                       | Gruppo 4                                              | Gruppo 4                                       |
| Teste di serie                                          | Non teste di serie                       | Teste di serie                        | Non teste di serie          | Teste di serie                       | Non teste di serie                             | Teste di serie                                        | Non teste di serie                             |
| ------------------------------------------------------- | ---------------------------------------- | ------------------------------------- | --------------------------- | ------------------------------------ | ---------------------------------------------- | ----------------------------------------------------- | ---------------------------------------------- |
| Eintracht Francoforte Fenerbahçe Midtjylland Bodø/Glimt | Levski Sofia Twente Legia Varsavia Sepsi | Gent Dinamo Kiev Lilla Viktoria Plzeň | APOEL Beşiktaş Rijeka Tobyl | Dnipro-1 AZ Alkmaar Genk Aston Villa | Spartak Trnava Brann Adana Demirspor Hibernian | Club Bruges Partizan PAOK Maccabi Tel Aviv Fiorentina | Osasuna Rapid Vienna Nordsjælland Hearts Celje |

## Risultati
| Squadra 1        | Totale          | Squadra 2             | Andata   | Ritorno     |
| Campioni         | Campioni        | Campioni              | Campioni | Campioni    |
| ---------------- | --------------- | --------------------- | -------- | ----------- |
| Ballkani         | 4 - 2           | BATĖ Borisov          | 4 - 1    | 0 - 1       |
| Žalgiris         | 0 - 7           | Ferencváros           | 0 - 4    | 0 - 3       |
| Struga           | 0 - 2           | Breiðablik            | 0 - 1    | 0 - 1       |
| Farul Costanza   | 2 - 3           | HJK                   | 2 - 1    | 0 - 2       |
| Astana           | 2 - 1           | Partizani Tirana      | 1 - 0    | 1 - 1       |
| Piazzate         |                 |                       |          |             |
| Levski Sofia     | 1 - 3           | Eintracht Francoforte | 1 - 1    | 0 - 2       |
| Gent             | 4 - 1           | APOEL                 | 2 - 0    | 2 - 1       |
| Spartak Trnava   | 3 - 2           | Dnipro-1              | 1 - 1    | 2 - 1 (dts) |
| Sepsi            | 4 - 5           | Bodø/Glimt            | 2 - 2    | 2 - 3 (dts) |
| Tobyl            | 1 - 5           | Viktoria Plzeň        | 1 - 2    | 0 - 3       |
| Hibernian        | 0 - 8           | Aston Villa           | 0 - 5    | 0 - 3       |
| Midtjylland      | 4 - 4 (5-6 dtr) | Legia Varsavia        | 3 - 3    | 1 - 1 (dts) |
| Lilla            | 3 - 2           | Rijeka                | 2 - 1    | 1 - 1 (dts) |
| Genk             | 2 - 2 (5-4 dtr) | Adana Demirspor       | 2 - 1    | 0 - 1 (dts) |
| Fenerbahçe       | 6 - 1           | Twente                | 5 - 1    | 1 - 0       |
| Dinamo Kiev      | 2 - 4           | Beşiktaş              | 2 - 3    | 0 - 1       |
| AZ Alkmaar       | 4 - 4 (6-5 dtr) | Brann                 | 1 - 1    | 3 - 3 (dts) |
| Rapid Vienna     | 1 - 2           | Fiorentina            | 1 - 0    | 0 - 2       |
| Hearts           | 1 - 6           | PAOK                  | 1 - 2    | 0 - 4       |
| Nordsjælland     | 6 - 0           | Partizan              | 5 - 0    | 1 - 0       |
| Osasuna          | 3 - 4           | Club Bruges           | 1 - 2    | 2 - 2       |
| Maccabi Tel Aviv | 5 - 2           | Celje                 | 4 - 1    | 1 - 1       |

Note
1. ↑  Inversione di campo rispetto all'esito del sorteggio.

### Andata

#### Campioni
| Arbitro: | Donald Robertson |

|            |           |  |
| Lončar 41’ | Marcatori |  |

| Arbitro: | Damian Sylwestrzak |

|  |           |                  |
|  | Marcatori | 35’ Gunnlaugsson |

| Arbitro: | Igor Stojchevski |

|  |           |                                               |
|  | Marcatori | 17’, 84’ Traoré 65’ (rig.) B. Varga 75’ Pešić |

| Arbitro: | Philip Farrugia |

|                            |           |            |
| Rivaldinho 58’ Popescu 82’ | Marcatori | 50’ Toivio |

| Arbitro: | Volen Chinkov |

|                                        |           |            |
| Jashanica 31’ Tolaj 58’, 66’ Thaçi 89’ | Marcatori | 10’ Laptev |

#### Piazzate
| Arbitro: | Juxhin Xhaja |

|           |           |                        |
| Ofori 55’ | Marcatori | 67’ (rig.) Pichal'onok |

| Arbitro: | Ricardo de Burgos Bengoetxea |

|  |           |                                                          |
|  | Marcatori | 17’, 33’, 48’ Watkins 42’ Bailey 74’ (rig.) Douglas Luiz |

| Arbitro: | Marian Alexandru Barbu |

|                    |           |                      |
| Déblé 90+8’ (rig.) | Marcatori | 73’ Cadu 90’ Kalvach |

| Arbitro: | Yigal Frid |

|                                                                           |           |  |
| Frese 11’ Ingvartsen 43’ (rig.), 68’ (rig.) Villadsen 73’ Ilić 88’ (aut.) | Marcatori |  |

| Arbitro: | Adam Ladebäck |

|              |           |               |
| Fadiga 90+5’ | Marcatori | 6’ Kolo Muani |

| Arbitro: | Ruddy Buquet |

|                                   |           |                        |
| Alimi 48’ (rig.) Matei 81’ (rig.) | Marcatori | 19’ Moumbagna 69’ Berg |

| Arbitro: | Andrew Madley |

|                                                                   |           |            |
| Oosterwolde 33’ Szymański 60’ Kahveci 63’, 74’ Tadić 90+3’ (rig.) | Marcatori | 20’ Ugalde |

| Arbitro: | Darren England |

|                             |           |                                                   |
| Shaparenko 60’ Voloshyn 66’ | Marcatori | 40’ (rig.) Aboubakar 64’ Colley 90+5’ Zaynutdinov |

| Arbitro: | Igor Pajač |

|                  |           |  |
| Grüll 35’ (rig.) | Marcatori |  |

| Arbitro: | Manfredas Lukjančukas |

|                                            |           |           |
| Zahavi 22’ (rig.), 51’, 72’ Turgeman 90+2’ | Marcatori | 29’ Bajde |

| Arbitro: | Mykola Balakin |

|                                 |           |                               |
| Juninho 16’ Franculino 34’, 71’ | Marcatori | 26’ Gual 64’ Slisz 86’ Kramer |

| Arbitro: | Sven Jablonski |

|                       |           |  |
| Fofana 77’ Hong 90+2’ | Marcatori |  |

| Arbitro: | Atilla Karaoglan |

|                       |           |             |
| Zhegrova 43’ Yoro 89’ | Marcatori | 24’ Pašalić |

| Arbitro: | António Nobre |

|                           |           |            |
| Arokodare 77’ Muñoz 90+3’ | Marcatori | 47’ Akbaba |

| Arbitro: | Benoît Millot |

|           |           |                              |
| Ávila 78’ | Marcatori | 50’ Skov Olsen 80’ De Cuyper |

| Arbitro: | Evangelos Manouchos |

|                  |           |            |
| Chatzīdiakos 71’ | Marcatori | 59’ Castro |

| Arbitro: | Andris Treimanis |

|                     |           |                                   |
| Shankland 9’ (rig.) | Marcatori | 12’ (rig.) Schwab 75’ A. Živković |

### Ritorno

#### Campioni
| Arbitro: | Sebastian Gishamer |

|                    |           |  |
| Radulović 20’, 70’ | Marcatori |  |

| Arbitro: | Daniel Schlager |

|              |           |  |
| Einarsson 3’ | Marcatori |  |

| Arbitro: | Juri Frischer |

|               |           |  |
| Kontsevoy 30’ | Marcatori |  |

| Arbitro: | Urs Schnyder |

|                                    |           |  |
| Traoré 4’, 48’ B. Varga 42’ (rig.) | Marcatori |  |

| Arbitro: | Abdulkadir Bitigen |

|               |           |             |
| Bintsouka 25’ | Marcatori | 46’ Tomasov |

#### Piazzate
| Arbitro: | Rob Harvey |

|                                       |           |                     |
| Sørli 24’ Pellegrino 29’, 100’ (rig.) | Marcatori | 42’ Alimi 46’ Varga |

| Arbitro: | Fabio Maresca |

|  |           |                  |
|  | Marcatori | 72’ (rig.) Džeko |

| Arbitro: | Rohit Saggi |

|                   |           |                            |
| Roef 90+5’ (aut.) | Marcatori | 29’ Samoise 79’ Tissoudali |

| Arbitro: | Matej Jug |

|                                      |           |  |
| Chorý 32’ Durosinmi 59’ Traoré 90+3’ | Marcatori |  |

| Arbitro: | Gergő Bogár |

|                                                     |                      |                                                    |
| Knudsen 45+1’ Soltvedt 66’ Sery Larsen 82’          | Marcatori            | 12’ Lahdo 29’ Mijnans 50’ Van Bommel               |
| Finne Heltne Nilsen Heggebø Simba Soltvedt Børsting | Tiri di rigore 5 – 6 | De Wit Sugawara Odgaard Mijnans Mihailović Penetra |

| Arbitro: | Guillermo Cuadra Fernández |

|                                              |           |  |
| Taison 16’, 71’ Thomas 23’ Konstentelias 57’ | Marcatori |  |

| Arbitro: | João Pinheiro |

|               |           |  |
| Aboubakar 52’ | Marcatori |  |

| Arbitro: | Balázs Berke |

|                     |           |                       |
| Gorosito 61’ (aut.) | Marcatori | 3’ Daniel 106’ Bukata |

| Arbitro: | José Luis Munuera Montero |

|                                     |                      |                                                  |
| Ndiaye 45+10’                       | Marcatori            |                                                  |
| Niang Stambouli Belhanda Sarı David | Tiri di rigore 4 – 5 | Heynen Bonsu Baah Ait El Hadj Ouattara Arokodare |

| Arbitro: | Novak Simović |

|                          |           |  |
| González 59’, 90’ (rig.) | Marcatori |  |

| Arbitro: | Daniel Stefański |

|                           |           |                        |
| Thiago 73’ Skov Olsen 76’ | Marcatori | 27’ Mojica 53’ Budimir |

| Arbitro: | Jérémie Pignard |

|           |           |                 |
| Matko 12’ | Marcatori | 49’ Kanichowsky |

| Arbitro: | Luís Godinho |

|             |           |            |
| Smolčić 58’ | Marcatori | 109’ David |

| Arbitro: | Allard Lindhout |

|                        |           |  |
| Ngankam 79’ Skhiri 86’ | Marcatori |  |

| Arbitro: | Simone Sozza |

|                                        |                      |                                                     |
| Pekhart 53’                            | Marcatori            | 71’ Paulinho                                        |
| Slisz Muci Pankov Kramer Josué Rosołek | Tiri di rigore 6 – 5 | Cho Gue-sung Juninho Rømer Sørensen Dyhr Gartenmann |

| Arbitro: | Luca Pairetto |

|                               |           |  |
| Durán 11’ Bailey 34’ Cash 61’ | Marcatori |  |

| Arbitro: | Kevin Clancy |

|  |           |           |
|  | Marcatori | 30’ Osman |